# 8時が来ちゃった!!テレビ大図鑑
『8時が来ちゃった!!テレビ大図鑑』（はちじがきちゃった テレビだいずかん）は、日本テレビ系列局ほかで放送された日本テレビ製作の情報バラエティ番組。製作局の日本テレビでは1986年2月1日から9月20日まで、毎週土曜20:00 - 20:54（JST）に放送。

## 概要
笑福亭鶴瓶と浅茅陽子が司会を務めた番組で、視聴率不振で終了した前番組『おもしろ人間ウォンテッド!!』から引き続き生方恵一がアンカーマンを務めていた。鶴瓶にとっては、この番組が日本テレビでの初司会の番組となった。番組は途中で一度タイトルが改められ、以後は『鶴瓶のテレビ大図鑑』（つるべのテレビだいずかん）と題して放送されるようになった。
しかし、視聴率は当時真裏で絶大な人気を誇っていた『加トちゃんケンちゃんごきげんテレビ』（TBS）や『オレたちひょうきん族』（フジテレビ）などに大きく水をあけられた。さらには、4月以降プロ野球ナイター中継により休止となることが頻発し定着しなかったことから、番組はわずか8か月で打ち切りとなった。

## 番組ネット局
- 日本テレビ（制作局）
- 札幌テレビ
- 青森放送（当時はテレビ朝日系とのクロスネット）
- 秋田放送
- テレビ岩手
- 山形放送（当時はテレビ朝日系とのクロスネット）
- ミヤギテレビ
- 福島中央テレビ
- テレビ新潟
- テレビ信州（当時はテレビ朝日系とのクロスネット）
- 山梨放送
- 静岡第一テレビ
- 中京テレビ
- 北日本放送
- 福井放送
- 読売テレビ
- 日本海テレビ
- 西日本放送
- 広島テレビ
- 山口放送（当時はテレビ朝日系とのクロスネット）
- 四国放送
- 南海放送
- 高知放送
- 福岡放送
- くまもと県民テレビ
- テレビ大分（フジテレビ系とのクロスネット）
- 鹿児島テレビ（当時はフジテレビ系とのクロスネット）

※以上27局ネット。
| 日本テレビ系 土曜20:00枠              | 日本テレビ系 土曜20:00枠                           | 日本テレビ系 土曜20:00枠 |
| 前番組                                | 番組名                                             | 次番組                   |
| ------------------------------------- | -------------------------------------------------- | ------------------------ |
| おもしろ人間ウォンテッド!! ↓ 単発特番 | 8時が来ちゃった!!テレビ大図鑑 ↓ 鶴瓶のテレビ大図鑑 | 歌うゴールデンタイム     |